# Кёнигсбергский марципан

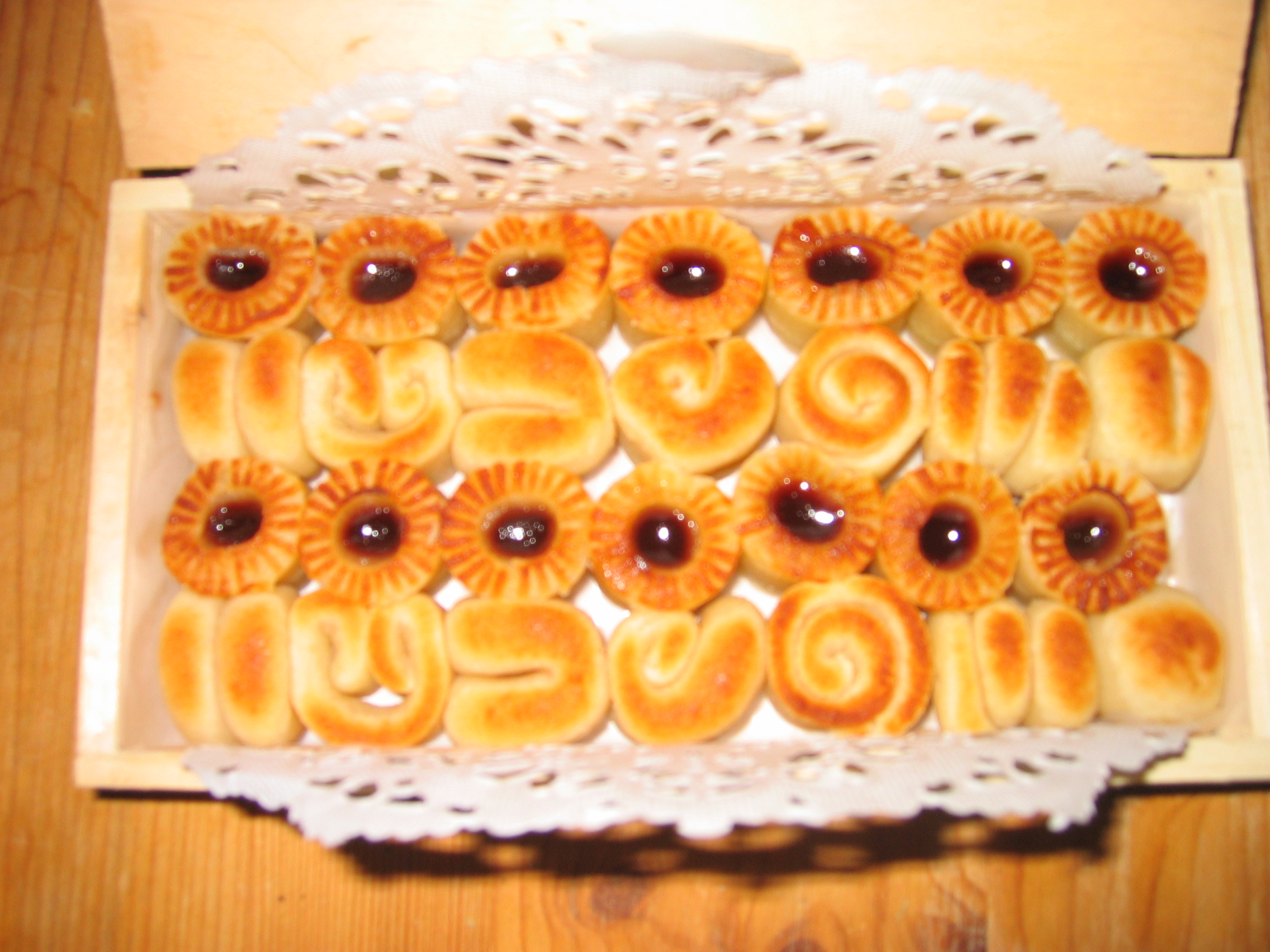
Кёнигсбергский марципан

Кёнигсбергский марципан (нем. Königsberger Marzipan) — тип марципана, традиционно изготавливаемого в немецком Кёнигсберге.

## История

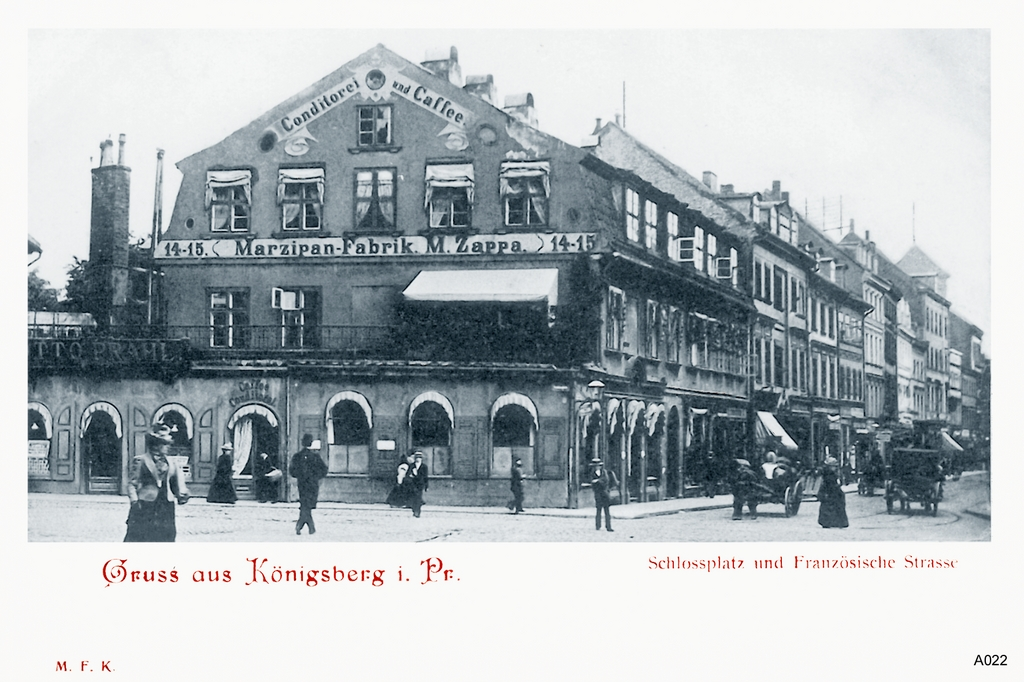
Кёнигсбергский марципановый завод Цаппы на Францёзише штрассе (Французской улице), неподалёку от Кёнигсбергского замка

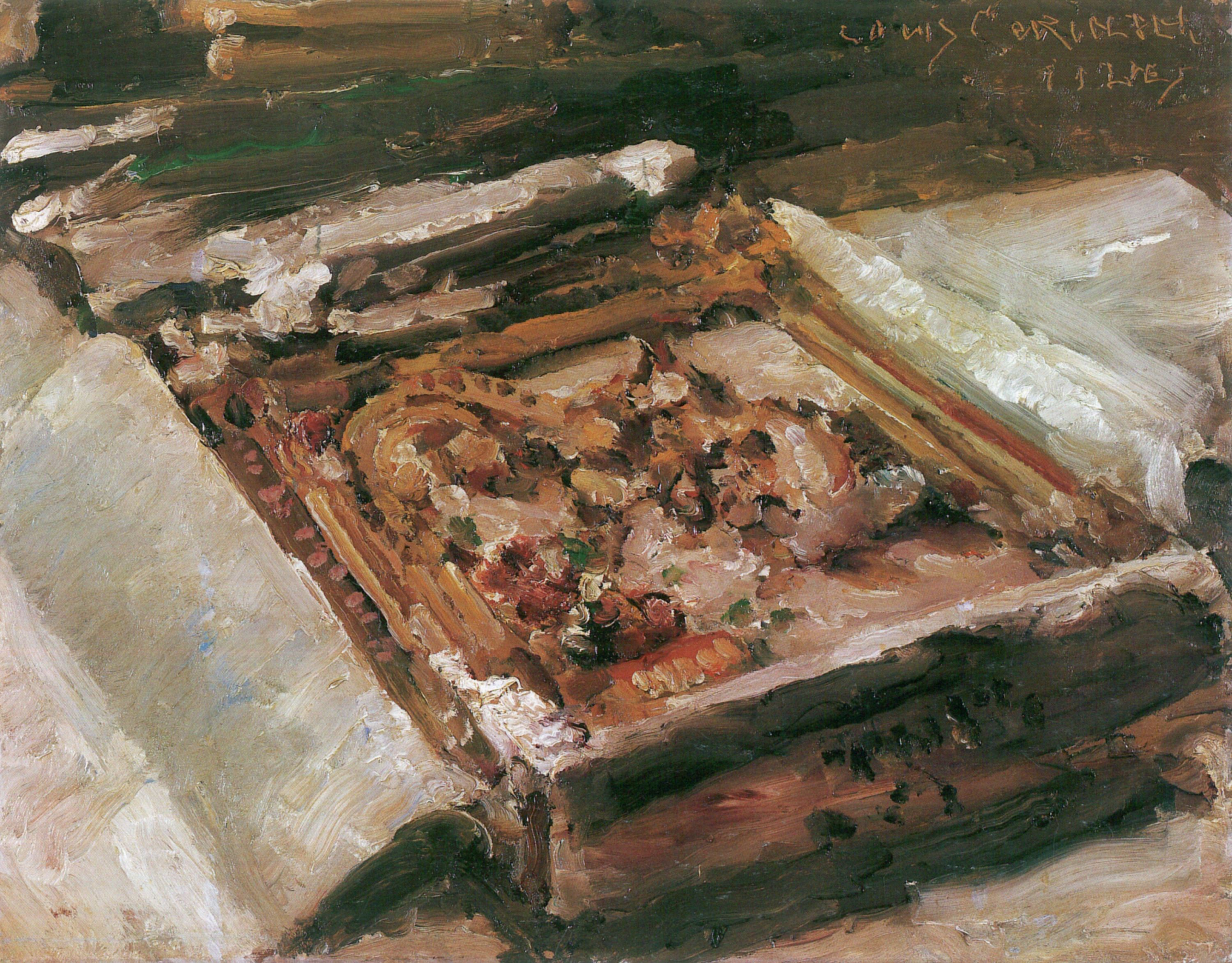
Кёнигсбергский марципановый торт — картина Ловиса Коринта

Впервые марципаны упоминаются в 1526 году: 1 июля 1526 года они были подарены к свадьбе герцога Альбрехта (последний великий магистр Тевтонского ордена и первый герцог Пруссии) и датской принцессы Доротеи. С 1526 года марципаны, как исцеляющее средство, продавали в аптеках, но потом лакомством стали торговать кондитерские лавки.
Характерной особенностью кёнигсбергского марципана является обожжённая поверхность золотистого или светло-коричневого цвета. Кёнигсбергский марципан был разработан в Швейцарии. Его ингредиенты: молотый миндаль, сахарная пудра, яичный белок и немного лимонного сока. Кроме этого, при приготовлении кёнигсбергских марципанов использовалась розовая вода.
Кёнигсбергский марципан отличался от берлинского лучшей прожаренностью и был более тёмным, в тесто добавлялось больше средиземноморского горького миндаля — эти факторы делают кёнигсбергский марципан более острым и ароматным. От марципана из Любека кёнигсбергский марципан отличался меньшим содержанием сахара и забавными формами, но главное — подрумяненной в печи корочкой.
Кёнигсбергский марципан экспортировался и в царскую Россию. Когда прусская принцесса Луиза-Шарлотта прибыла в Россию и стала императрицей Александрой Федоровной и супругой Николая I, она принесла с собой моду на ёлку, рождественские вечера и на марципан, сопутствующий зимним торжествам.
В 1809 году в Кёнигсберге братьями Поматти была открыта первая марципановая фабрика. Вскоре они были удостоены звания «кондитеров королевского двора».
Кёнигсбергский марципан наряду с торуньским, нюрнбергским и франкфуртским пряниками упоминается как «патриотический пирог» в сказке Клеменса Брентано «Петушок, Курочка и Кудахточка».